# Børnerock
Børnerock er en betegnelse for musik, udøvet af børn, som "kan selv, vil selv og gør det selv". Typisk henvises der til en periode i slutningen af 1970'erne, hvor børnerock fik en stor udbredelse i Danmark[kilde mangler].
Musikgenren BørneRock var et alternativ til de mange pædagogiske børne sang trupper. På trods af utallige børne stjerner igennem tiderne, opstod selve begrebet børnerock først i forbindelse med Børnerock bandet Parkering Forbudt (1978-1982)
Det bredte sig i Danmark i FN's Børneår 1979, især ved udbredelsen af Parkering Forbudt første LP, der med rå rock og skarpe tekster imod voksen samfundet, fik andre børne musikanter til at dukke frem. Parkering Forbudt brugte indtjeningen af deres første Turne til at leje Odd Fellow Palæet d.9 dec'79, og afholde den første Børne Rock Festival i DK.
Børnerock scenen startede deres egen booking, samt organisationen "børnebevægelsen".
Grupper som "Knasterne" fra Holbæk, 
"Aphrodite" og "Boulion" fra Århus, samt "Boobs" fra Aalborg, var sammen med Børnebevægelsen med til at brede Børne Rock Festivallerne ud i hele landet.
Børnerock og Børnebevægelse fik i 1981 sit eget "hiv ud" indlæg i Ekstra Bladet hver torsdag.
 Der er for få eller ingen kildehenvisninger i denne artikel, hvilket er et problem. Du kan hjælpe ved at angive troværdige kilder til de påstande, som fremføres i artiklen.